# Nova Lima
Nova Lima è un comune del Brasile nello Stato del Minas Gerais, parte della mesoregione Metropolitana di Belo Horizonte e della microregione di Belo Horizonte.

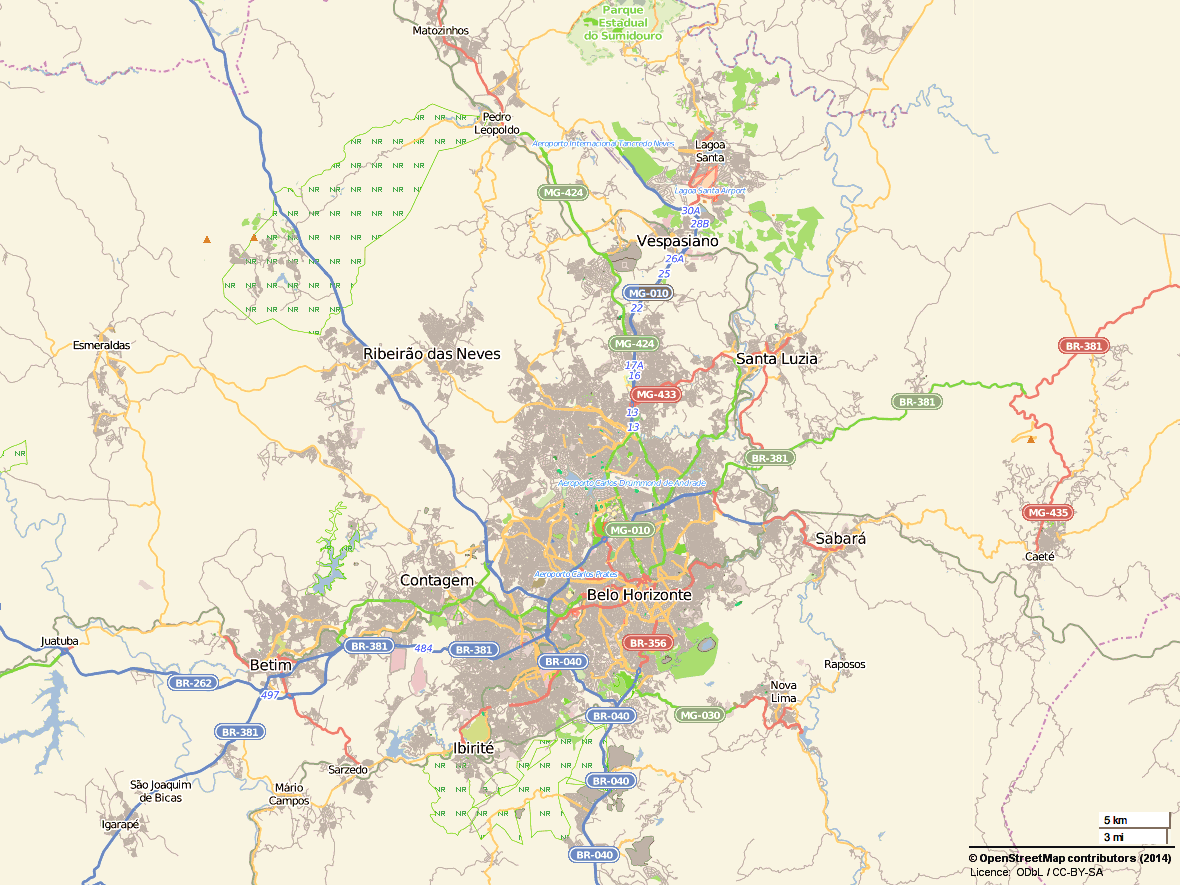
Belo Horizonte e Nova Lima
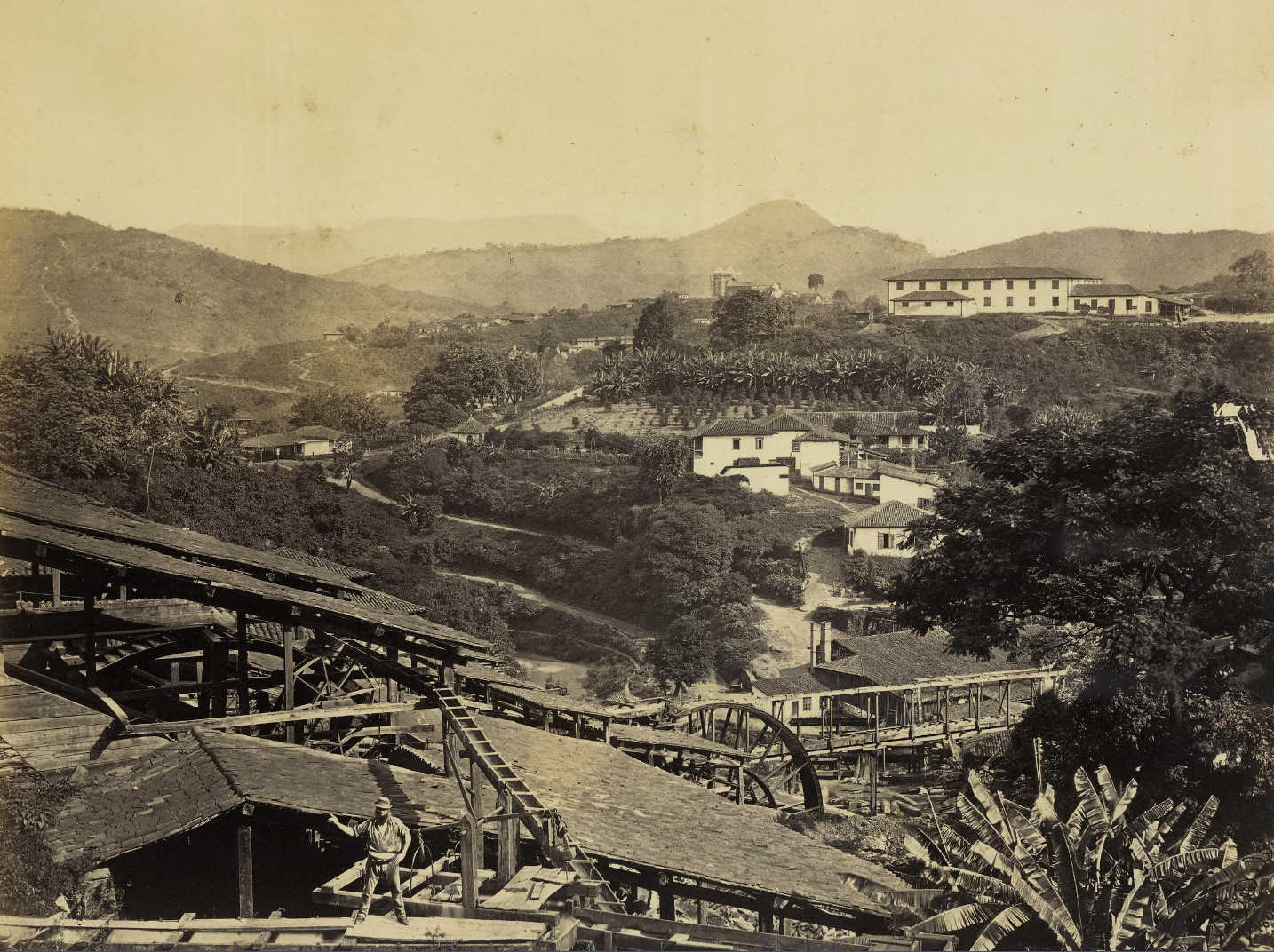
St John Del Rey Mining Co., circa 1868
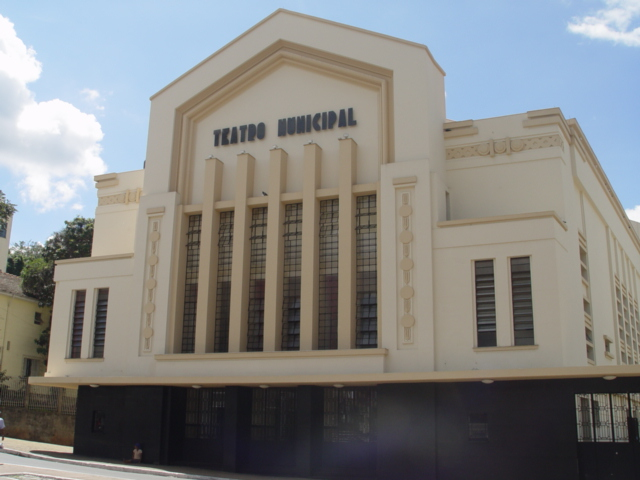
Teatro Municipal
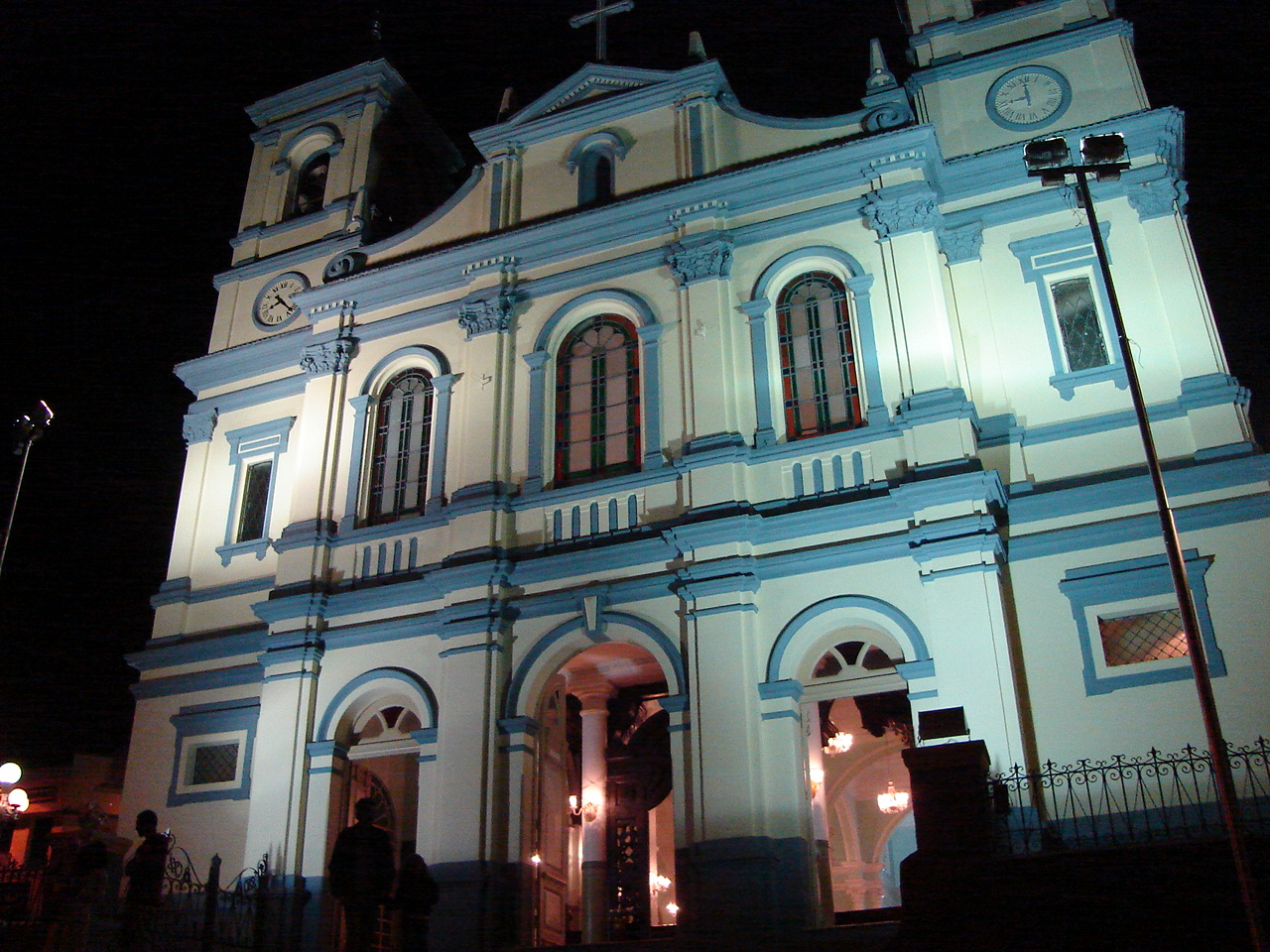
Matriz do Pilar
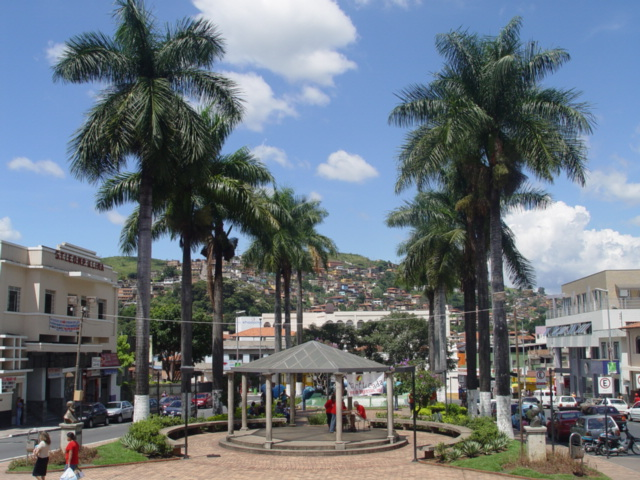
Praça Principal
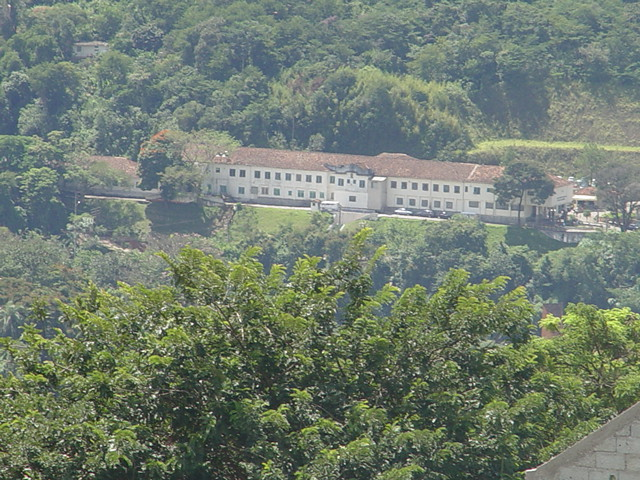
Hospital Nossa Senhora de Lourdes
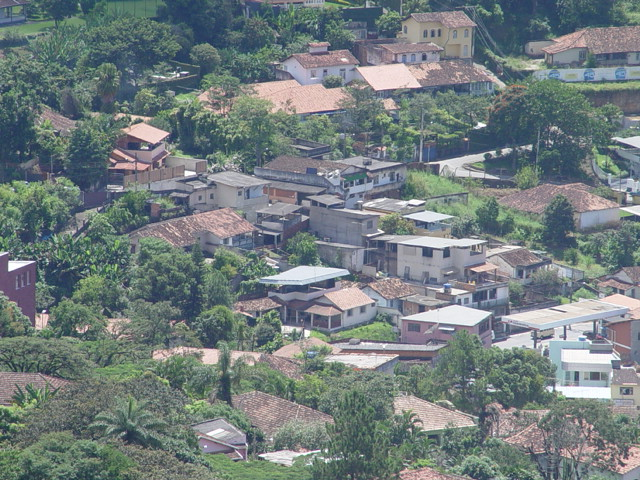
Bairro dos Ingleses
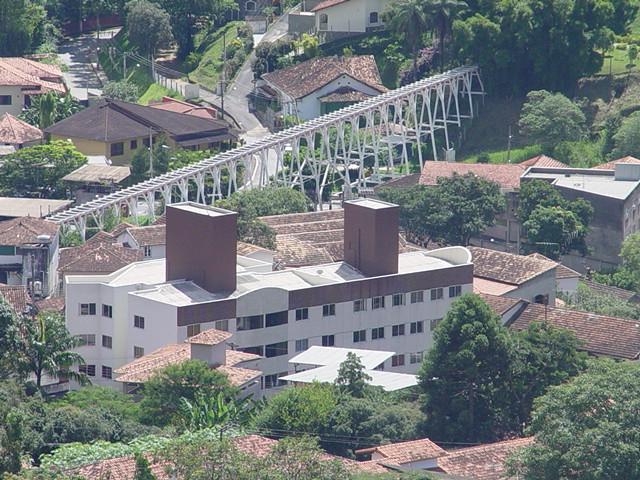
Bicame
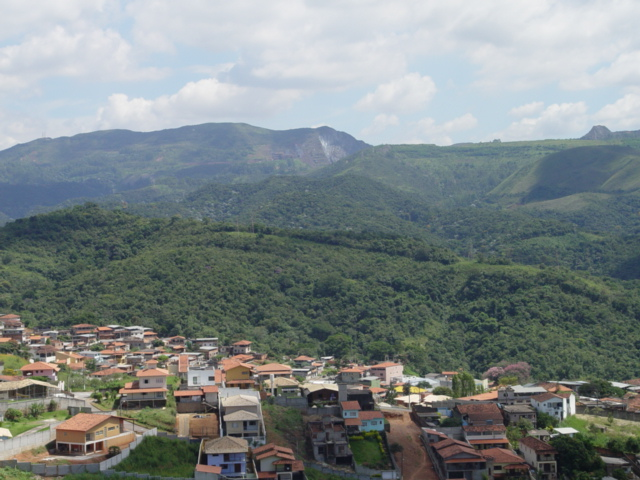
Vista parcial